# 茶山駅 (京畿道)
茶山駅（タサンえき）は、大韓民国京畿道南楊州市に位置する、ソウル交通公社8号線（別内線）の駅である。駅番号は「805」。

## 歴史
- 2024年8月10日 - 開業[2]。

## 隣の駅
ソウル交通公社
 8号線（別内線）
別内駅 (804) -茶山駅 (805) - 東九陵駅 (806)